# 玫瑰油紋鱸
玫瑰油紋鱸，為輻鰭魚綱鱸形目鱸亞目藍紋鱸科的其中一種，分布於中西大西洋波多黎各海域，深度5-45公尺，為熱帶海水魚，體長可達4.8公分，棲息在礁石區底層水域，生活習性不明，可做為觀賞魚。

## 擴展閱讀
- 玫瑰油紋鱸的图片